# 洞内秀幸
洞内 秀幸（ほらない ひでゆき、1979年8月15日 - ）は、日本の俳優。神奈川県出身。旧芸名は洞内 秀。
vif所属。かつては円谷プロダクション芸能部、T.M.Labに所属していた。
身長177cm。
趣味は筋力トレーニング、読書、散歩。特技は野球、空手、アクロバット。

## 出演作品

### テレビドラマ
- 仮面ライダー剣 第15、16話（2004年、テレビ朝日） - サーファー
- ウルトラマンマックス 第29話（2005年、CBC） - 奈良丸

### テレビ番組
- おはスタ（テレビ東京）
- 行列のできる法律相談所「あの人に怒られました・怒りましたSP 伊野尾慧編」（2017年、日本テレビ）

### 映画
- ウルトラマンメビウス&ウルトラ兄弟（2006年、松竹） - 管制官の声

### 舞台
- 焔の中で踊る（2003年） - 服部半々蔵
- 銀色の少年（2004年） - 近藤秀二
- 赤さげないで白あげない!!（2010年）
- ニンギョヒメ（2012年）

### ラジオ
- ウルトラQ倶楽部 第15、17話（2004年）

### CM
- アートネイチャー RAPIDA
- 帝人
- 全労済

### PV
- DEZERT 「胃潰瘍とルソーの錯覚」（2015年）